# NGC 6630
NGC 6630 é uma galáxia elíptica (E-S0) localizada na direcção da constelação de Pavo. Possui uma declinação de -63° 17' 31" e uma ascensão recta de 18 horas, 32 minutos e 34,5 segundos.
A galáxia NGC 6630 foi descoberta em 8 de Junho de 1836 por John Herschel.